# Tiroler Fußballverband
Der Tiroler Fußballverband (TFV) wurde am 5. September 1919 gegründet und ist die Dachorganisation aller 150 Fußballvereine in Tirol. Das Verbandsgebiet erstreckt sich im Wesentlichen auf das Bundesland Tirol, wobei Vereine in Osttirol nicht zum Tiroler Fußballverband gehören, sondern am Kärntner Spielbetrieb teilnehmen. Der Tiroler Fußballverband ist ordentliches Mitglied des Österreichischen Fußball-Bundes (ÖFB) und hat seine Satzungen dem ÖFB unterstellt. Der Sitz des Tiroler Fußballverband ist das Haus des Sports in Innsbruck.

## Geschichte
Historisch betrachtet ging der Tiroler Fußballverband aus dem Alpenländischen Fußballverband hervor. Der Alpenländische Fußballverband umfasste die heutigen Regionen Tirol und Vorarlberg. Im September 1919 wurde in Tirol der Gauverband Tirol des Alpenländischen Fußballverbandes gegründet, Vorarlberg folgte im Juli 1920 mit einem eigenständigen Verband. Der Alpenländische Fußballverband wurde aufgelöst.
Der Gauverband Tirol wurde am 5. September 1919 im Gasthaus "Grauer Bär" von sechs Vereinen gegründet:
- SV Innsbruck, vormals Fußball Innsbruck,
- FC Wacker, vormals Olympia Innsbruck,
- FC Rapid, vormals FM Kriketer,
- FC Germania,
- R.U.R. Veldidena und die
- Fußballabteilung des ATV Innsbruck, später Innsbrucker AC.

An dieser Gründungsversammlung nahmen der Innsbrucker TV und der SC Tirol Innsbruck nicht teil. Die soeben gegründeten Vereinen Ballspielklub FC Mühlau, Studenten FC, Bankensportklub Innsbruck und Christlich-Deutscher Turnverein Innsbruck blieben der Versammlung fern.
Nach dem Zweiten Weltkrieg wurde der Gauverband Tirol in Tiroler Fußballverband umbenannt.

## Organisation

### Vorstand
Der aus Vereinsvertretern und Fachreferenten zusammengesetzte Vorstand bildet das Entscheidungsgremium des Verbandes. Die Geschäftsstelle in Innsbruck ist die Drehscheibe der Organisationstätigkeit. Hauptamtliche Mitarbeiter übernehmen sämtliche Dienstleistungsaufgaben für den Tiroler Fußball. Sie werden von einer Reihe nebenberuflich tätiger Funktionäre unterstützt.

#### Präsident
An der Spitze des Verbandes steht derzeit Josef Geisler als Präsident. Der Präsident leitet die Geschäfte des Verbandes und vertritt diesen nach außen. Ein nach Fachbereichen gegliedertes Präsidium (Geschäftsführung, Finanzen und sportliche Angelegenheiten), unterstützt ihn dabei.
Präsidenten des Tiroler Fußballverbandes:
| - 1919–1920 Paul Bockemühl - 1920–1921 Hans Pockstaller - 1921–1925 Wilhelm Seuchter - 1925–1926 Hans Janisch - 1926–1927 Hans Pockstaller - 1927–1931 Otto Leonhardsberg | - 1931–1933 Fritz Meth - 1933–1934 Oswald Alpenheim - 1934–1938 Hans Pockstaller - 1938–1945 Fachamt Fußball im NSRL - 1945–1946: Oswald Alpenheim - 1946–1947: Karl Dölcher | - 1947: Karl Flöckinger - 1947–1973: Otto Winter - 1974–1984: Herbert Salcher - 1984–1993: Alfred Burger - 1993–2008: Erwin Lentner - seit 2008: Josef Geisler |

#### Geschäftsführer
Geschäftsführer des Tiroler Fußballverbandes:
| - ?−1981: Anton Nöhrer - 1982–2002: Hansjörg Kuhnert - 2002–2019: Gerhard Neurauter - seit 2019: Alexander Viertl |

#### Bezirksobmänner
Die Bezirksobmänner des Tiroler Fußballverband sind über das ganze Tiroler Landesgebiet verteilt:
- Ausserfern
- Innsbruck-Land Ost
- Innsbruck-Stadt und -Land West
- Kitzbühel
- Kufstein
- Landeck
- Imst
- Schwaz

#### Klassenobmänner
Klassenobmänner gibt es für die
- Regionalliga Tirol
- Tiroler Liga.

#### Referate
Referate des Tiroler Fußballverband sind unter anderem:
- Straf-, Kontroll- und Begläubigungsreferat
- Protestsenat
- Jugend- und Breitensport
- Trainer- und Kursreferat
- Referat für Frauenfußball
- TFV-Schiedsrichter
- Regionalliga West Kommission
- Referat für Öffentlichkeitsarbeit
- Referat für die Stadionsicherheit
- Referat für sportliche Belange
- Cupkomitee
- Schulsportreferat
- Finanzausschuss
- Revisoren

### Talenteschiene
Zur Nachwuchsförderung werden Kinder und Jugendliche ab dem 9. Lebensjahr gesichtet. Die Ausbildung von Talenten findet an Landesausbildungszentrums Vorstufen (Vor-LAZ, acht Standorte), an drei Landesausbildungszentren (LAZ) (in Imst, Innsbruck und Wörgl) und an der Akademie Tirol statt.

### TFV Schiedsrichter
Fast 250 Schiedsrichter sind für den Verband im Einsatz. Aus dem Tiroler Verband stammen unter anderem Thomas Einwaller und Konrad Plautz.

## Spielbetrieb
Meisterschaft für Kampfmannschaften (Herren)
Der Tiroler Fußballverband führt Herren-Meisterschaften in sieben Leistungsstufen durch. In der Saison 2022/23 sind dies:
| Leistungsstufe | Leistungsstufe | Liga                       | Teams     |
| Österreich     | Tirol          | Liga                       | Teams     |
| -------------- | -------------- | -------------------------- | --------- |
| 3.             | 1.             | Regionalliga Tirol OPO/UPO | 10 Teams  |
| 4.             | 2.             | Tiroler Liga               | 16 Teams  |
| 5.             | 3.             | Landesliga Ost             | 14 Teams  |
| 5.             | 3.             | Landesliga West            | 14 Teams  |
| 6.             | 4.             | Gebietsliga Ost            | 14 Teams  |
| 6.             | 4.             | Gebietsliga West           | 14 Teams  |
| 7.             | 5.             | Bezirksliga Ost            | 14 Teams  |
| 7.             | 5.             | Bezirksliga West           | 14 Teams  |
| 8.             | 6.             | 1. Klasse Ost              | 14 Teams  |
| 8.             | 6.             | 1. Klasse West             | 14 Teams  |
| 9.             | 7.             | 2. Klasse Ost              | 11 Teams  |
| 9.             | 7.             | 2. Klasse Mitte            | 10 Teams  |
| 9.             | 7.             | 2. Klasse West             | 11 Teams  |
|                |                | Gesamt                     | 170 Teams |

Dazu kommen drei Gruppen für Reservemannschaften mit insgesamt über 30 Teams.
Meisterschaft für Kampfmannschaften (Frauen)
Der Tiroler Fußballverband organisiert außerdem die Frauen Tiroler Liga und zwei Landesligen mit insgesamt rund 21 Teams.
Meisterschaft im Nachwuchsbereich
Im Nachwuchsbereich gibt es Meisterschaften für U7- bis U18-Mannschaften.
Tiroler Cup
Der Verband Fußballverband richtet den Tiroler Fußballcup und den TFV Frauen Cup aus. Die beiden Finalisten bei den Herren erhalten einen Fix-Startplatz in der 1. Hauptrunde des ÖFB-Cups, bei den Damen nur das Pokalsiegerteam.

## Teams in den Ligen
In der Saison 2022/23 spielen folgende Teams in österreichischen Ligen
Herren
- Bundesliga
  - WSG Wattens
- 2. Liga
  - kein Verein in der 2. Liga
- Regionalliga West in der Saison 2023
  - SVG Reichenau
  - FC Kufstein

Frauen
- ÖFB Frauen-Bundesliga
  - FC Wacker Innsbruck
- 2. Liga
  - kein Verein in der 2. Liga